# Dalimil Klapka
Dalimil Klapka (22. května 1933 Praha – 14. června 2022 Praha) byl český herec.

## Biografie
Vystudoval Jiráskovo pedagogické gymnázium. Během studií se věnoval ochotnickému divadlu, kde nastudoval téměř padesát rolí. V roce 1953 byl přijat na DAMU, kterou v roce 1957 úspěšně dokončil pod vedením Otomara Krejči a Bohuše Záhorského. 
Pracoval 33 let ve smíchovském Realistickém divadle (dnešní Švandovo divadlo na Smíchově), kde začal působit v roce 1956, ještě před dokončením svých studií na DAMU. Věnoval se divadlu a herectví, které mezi lety 1972 a 1993 vyučoval na Pražské konzervatoři. Dále působil v Hudebním divadle Karlín, v Divadle na Starém Městě, v Divadle v Dlouhé, v Činoherním klubu a od dubna 2005 pracoval v Divadle na Fidlovačce. Mimo jiné také spolupracoval s Českým rozhlasem a s českými televizemi.
Dalimil Klapka byl také skvělým dabérem. Svůj hlas například propůjčil americkému herci Peterovi Falkovi v roli poručíka Columba ve známém televizním seriálu Columbo nebo dědovi Simpsonovi a řediteli Skinnerovi, postavám z populárního amerického animovaného seriálu Simpsonovi. V dabované verzi britského sitcomu Haló, haló! namluvil postavu generála Ericha von Klinkerhoffena, velitele německé posádky v okupovaném francouzském městečku Nouvionu. V první Mafii nadaboval Franka Collettiho, do této role se vrátil v pozdějším remaku, a ve druhé Lea Galanteho.
Žil se svou ženou Stankou Klapkovou na Smíchově, měl dva syny a tři dospělá vnoučata.
V posledních letech života se potýkal s rakovinou. Zemřel 14. června 2022 v Léčebně dlouhodobě nemocných v Motole.

## Divadelní role, výběr
- 1966 William Shakespeare: Komedie omylů, Dromio Syrakuský, Realistické divadlo, režie Karel Palouš
- 1984 Grigorij Gorin: Poslední smrt Jonathana Swifta, Soudce Bigs, Realistické divadlo, režie Miroslav Krobot j. h.
- 1985 Vasilij Šukšin: Čáry na dlani, Timofej Chuďakov, úředník, Realistické divadlo, režie Miroslav Krobot

## Filmografie, výběr
- 1961 Jarní povětří
- 1979 Rukojmí z Bella Vista
- 1980 Okres na severu
- 1981 Ta chvíle, ten okamžik
- 1982 Příště budeme chytřejší, staroušku!
- 1983 Radikální řez
- 1984 Sanitka
- 1984 Zátah
- 1985 Havárie
- 1987 Panoptikum Města pražského
- 1991 Muž, který neměl důvěru
- 1991 Requiem za W. A. Mozarta
- 1992 Náhrdelník
- 1994 Saturnin
- 2002 Dědictví slečny Innocencie
- 2003 Bankrotáři
- 2003 Četnické humoresky (26. díl: Slavnost) – vrátný v porodnici
- 2006 Experti
- 2008 Kozí příběh – pověsti staré Prahy
- 2012 Kozí příběh se sýrem

## Dabing
- 1969 Pravá a levá ruka ďábla
- 1970 Columbo – poručík Columbo
- 1980 Jistě, pane ministře / Jistě, pane premiére – Sir Arnold Robinson (český dabing při prvním uvedení seriálu v roce 2000)
- 1981 Plavčík a Vratko
- 1981 Willy Fog na cestě kolem světa – sir Guinness
- 1982 Sůl nad zlato
- 1982 Haló, haló! – generál Erich von Klinkerhoffen (český dabing při prvním uvedení seriálu v roce 1996)
- 1983 Vrak
- 1984 Starman
- 1985 D.A.R.I.L.
- 1986 Zlaté dítě
- 1986 Stopař
- 1988 Cesta zhýčkaného dítěte
- 1988 Cesta do Ameriky – jeden z černošských holičů; další vedlejší postavy
- 1989 Simpsonovi – Abe Simpson (1.–33. řada), Seymour Skinner (1.–31. řada)
- 1989 Malá mořská víla
- 1990 Křížová vazba
- 1992 Tanec v srdci
- 1992 Připoutejte se, prosím! – Steve McCroskey
- 1993 Arabela se vrací aneb Rumburak králem Říše pohádek – hrabě Kadriosto
- 1993 Želví ninjové 3
- 1994 Zázrak v New Yorku
- 1996 Zvoník u Matky Boží
- 1997 Král džungle
- 2000 Král sokolů
- 2001 Mach, Šebestová a kouzelné sluchátko
- 2002 Mafia: The City of Lost Heaven – Frank Colletti
- 2004 Úžasňákovi
- 2005 Letopisy Narnie
- 2005 Karlík a továrna na čokoládu
- 2007 Simpsonovi ve filmu – Abe Simpson, Seymour Skinner
- 2009 Futurama – Hubert J. Farnsworth
- 2010 Mafia II (nebo Mafia 2) – Leo Galante
- 2010 Kriminálka Las Vegas – patolog Albert Robbins
- 2020 Mafia: Definitive Edition – Frank Colletti